# 馬場町 (台北市)
馬場町（ばばちょう）は、日本統治時代の台北市の南西部にあり、新店渓に隣接した地名で、現在の万華区の青年公園とその周辺にあたる地域。
日本統治時代を通じて町域の大部分が陸軍練兵場（現・青年公園）として使われた。台北鉄道が町内を通過し、馬場町駅が設置されていた。戦後の白色テロ時代には、国民党政権下で馬場町の河原は政治犯の刑場とされた。現在、刑場跡は馬場町紀念公園になっている。